# Gmina Čavle
Gmina Čavle (chorw. Općina Čavle) – gmina w Chorwacji, w żupanii primorsko-gorskiej. W 2011 roku liczyła  7220 mieszkańców.